# Michel Strogoff (film, 1970)
Pour les articles homonymes, voir Michel Strogoff (homonymie).
Pour plus de détails, voir Fiche technique et Distribution.
Michel Strogoff est un film franco-germano-italien réalisé par Eriprando Visconti et sorti en 1970.

## Synopsis
Le film est une adaptation du roman Michel Strogoff de Jules Verne réinterprété sous la forme du réalisme psychologique. Il ne se termine pas complètement par l'Happy End du roman et des précédentes adaptations. S'ils ont vaincu ensemble Ivan Ogareff et les Tartares, Michel Strogoff et Nadia ne se marient pas. Ils se séparent, sur désir de Nadia, qui n'éprouve aucun sentiment pour son compagnon d'armes.

## Fiche technique
Sauf indication contraire, les informations mentionnées dans cette section peuvent être confirmées par la base de données cinématographiques IMDb,  présente dans la section « Liens externes ».
- Titre français : Michel Strogoff
- Titre alternatif : Michel Strogoff, le courier du tsar
- Titre italien : Michele Strogoff, corriere dello zar
- Titre allemand : Der Kurier des Zaren
- Réalisation : Eriprando Visconti
- Scénario : Giampiero Bona, Ladislas Fodor, Albert Kantof, Georges Lautner et Stefano Strucchi d'après le roman de Jules Verne
- Photographie : Luigi Kuveiller
- Musique : Teo Usuelli
- Montage : Franco Arcalli
- Durée : 120 minutes
- Pays de production :  France,  Italie,  Allemagne de l'Ouest
- Langue de tournage : anglais
- Dates de sortie: 
  - Italie : 28 octobre 1970
  - France : 25 décembre 1970

## Distribution
- John Phillip Law (VF : Dominique Paturel) : Michel Strogoff
- Mimsy Farmer : Nadia
- Hiram Keller : Ivan Ogareff
- Delia Boccardo : Sangarre
- Kurt Meisel : Feofar Khan
- Elisabeth Bergner : Marfa Strogoff
- Claudio Gora : General Dubelt (as Claudio Cora)
- Donato Castellaneta : Alcide Jolivet
- Jacques Maury : Captain Alexandre Chélépine
- Christian Marin : Harry Blount